# Wisa Gloria
Die Wisa Gloria AG  ist die älteste noch bestehende Spielzeug-Fabrik in der Schweiz.

## Geschichte
Heinrich Sender (1835–1909), ein zugewanderter Wagner aus Hannover, gründete 1864 an der Bachstrasse (später Haus «Zum Störchlein», Rheinstrasse 29) in Schaffhausen eine Fabrik zur Herstellung von Kinder- und Leiterwagen («Senderwagen»). 1913 fusionierte die Sender & Co. mit der Konkurrenzfirma Widmer, Sandmeier & Co. und verlegte ihren Betrieb nach Lenzburg.
Neeser & Rohr gründeten 1881, als weiterer Vorgänger der Wisa-Gloria, in Lenzburg eine Fabrik für Leiter-, Transport- und Kinderwagen. Sie hielten die Fixkosten niedrig und arbeiteten mit der Lenzburger Strafanstalt zusammen, deren Insassen die Körbe für die Kinderwagen flochten. 1890 trat der Kaufmann Robert Widmer-Berner von Brittnau in die Firma ein.
Widmer, Sandmeier & Co. kauften 1906 den konkursiten Konkurrenten Neeser & Widmer auf. 1912 entstand der neue Firmenname mit dem Kürzel «Wisa» für Widmer, Sandmeier und dem Fantasiezusatz «Gloria». Mit der neuen Marke wurde ins Geschäft investiert, das dank Zweischichtbetrieb und Zollschutz blühte und gedieh. An der dritten Landesausstellung in Bern 1914 erhielt sie mit ihrem Produkteprogramm eine goldene Medaille.
1929 wurde die Wisa Gloria eine Aktiengesellschaft. Von 1930 bis 1932 erstellte Richard Hächler an der Sägestrasse in Lenzburg ein neues Wisa Gloria Fabrikgebäude im Stil des Neuen Bauens.

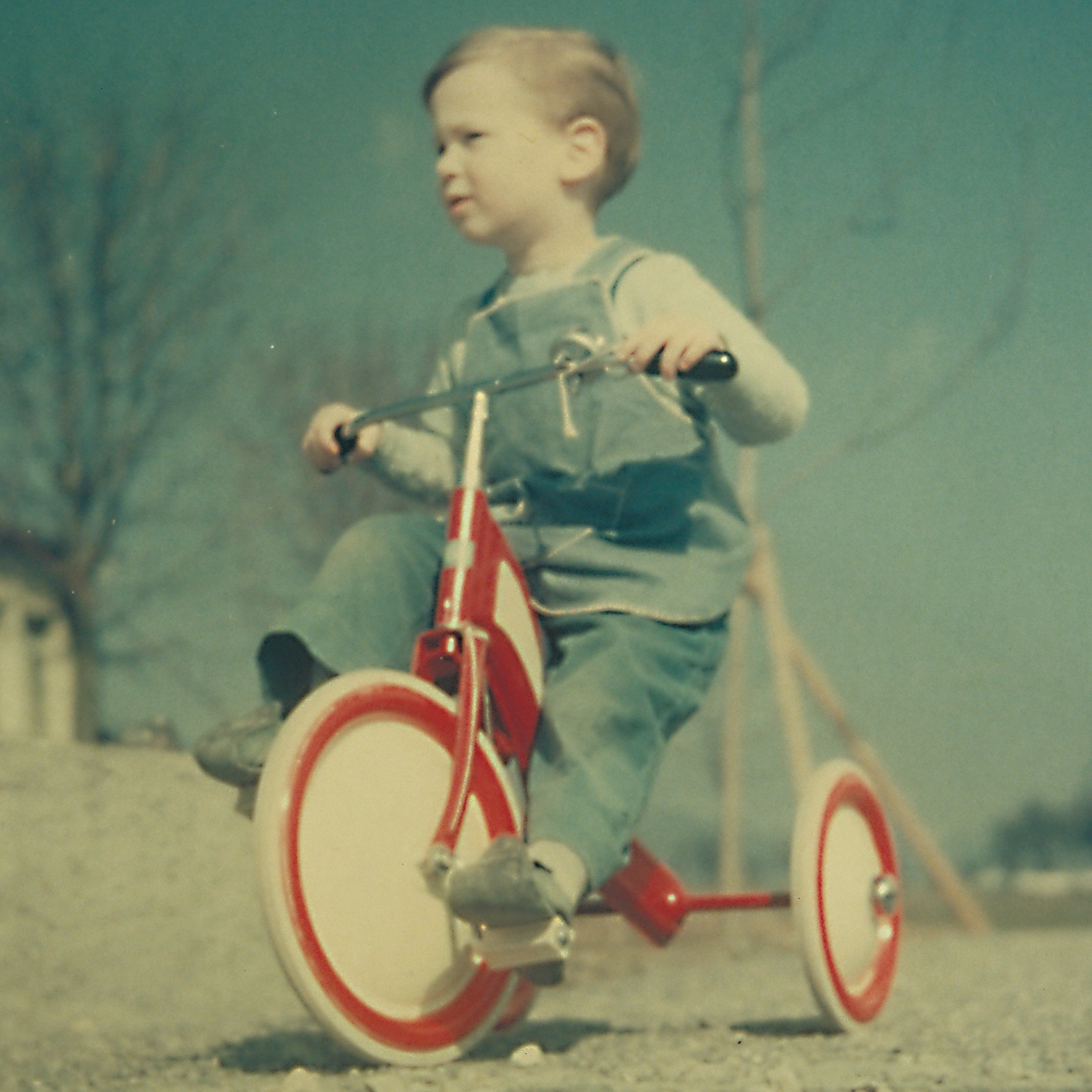
Wisa Gloria Dreirad (1954)

Die Wisa Gloria wurde vor allem für die roten Dreiräder, ihre Schaukelpferde und Kinderwagen sowie Tischfussballspiele, Tretautos und Trottinets bekannt. Die Spielwaren von Wisa Gloria waren solide und in Handarbeit in Lenzburg gefertigt. Während des Zweiten Weltkriegs wurden zusätzlich auch Schulmöbel produziert.

In der Nachkriegszeit erlebte Wisa-Gloria einen Aufschwung. Allerdings gelang es der Firma zu wenig, auf die in Europa verbreitete rationelle Serienproduktion umzustellen. Sie konnte den zunehmenden Billigimporten von Plastikspielzeugen aus Asien nicht standhalten. Die Nachfrage nach den teureren, handgefertigten Wisa Gloria-Spielwaren brach daher ein.

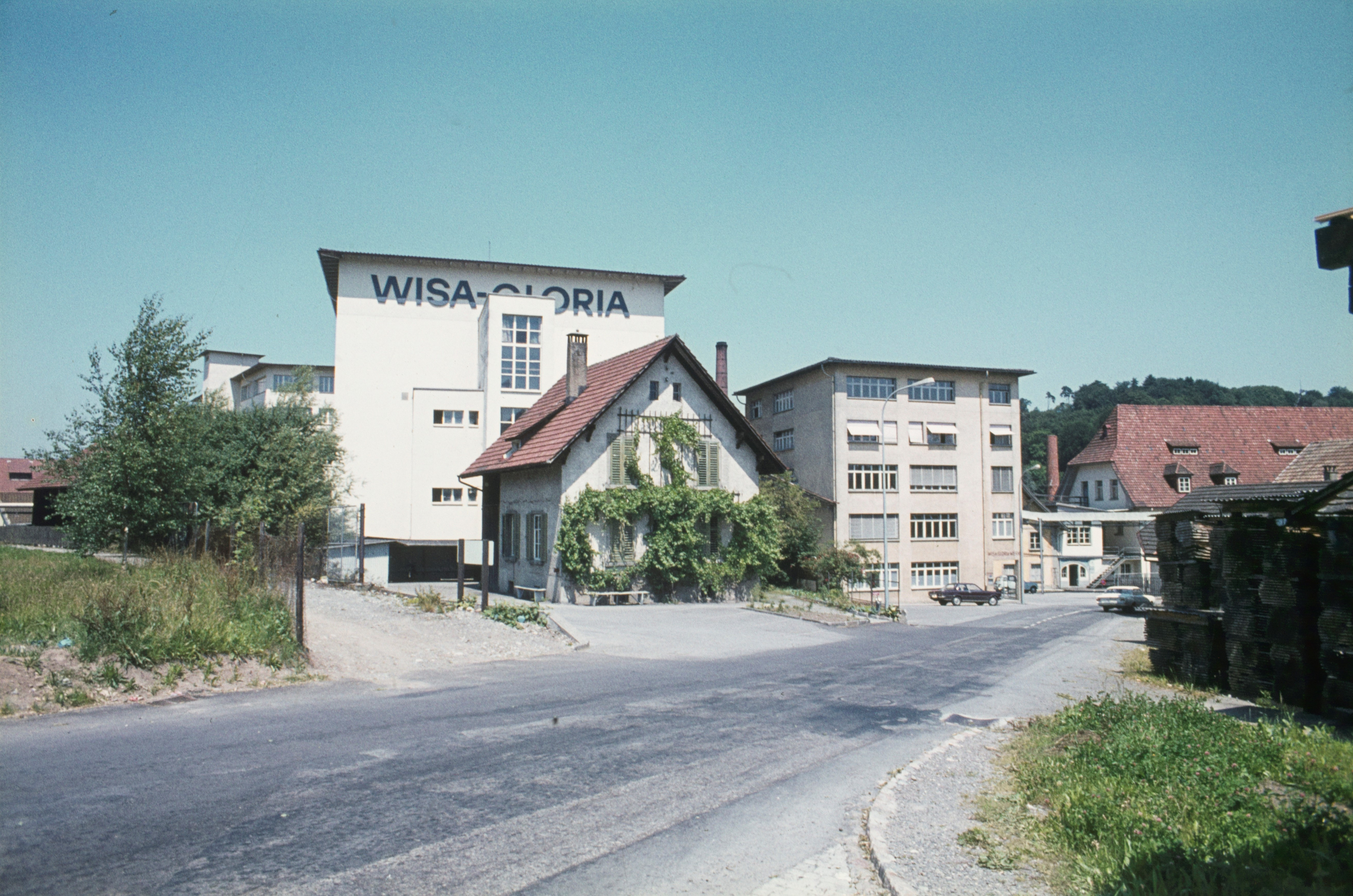
Wisa Gloria 1974 in Lenzburg

 1975 musste die Belegschaft durch Zwangspensionierung und Entlassung von über 100 auf rund 60 Personen reduziert und der Rest auf Kurzarbeit gesetzt werden. Unrentable Abteilungen wie die Sägerei und die Galvanik mussten geschlossen und die Mitarbeiterzahl weiter reduziert werden.
1992 wurde die Produktion in Lenzburg aufgegeben und der Name «Wisa Gloria» verkauft. Die Liegenschaften in Lenzburg sind bis heute (2021) im Eigentum der WGW Immobilien AG, den Nachfahren der Gründerfamilie Widmer.
Im Jahr 2007 kaufte der Schlossereiunternehmer Werner Haderer die Lagerreste auf. Da es aber keinen einzigen Bauplan mehr gab, lancierte Haderer einen Aufruf an die Lenzburger Bevölkerung mit dem Ziel, alte Kataloge und Spielsachen ausfindig zu machen. Dank dem dabei gefundenen Material gelang es ihm, die Produktion in St. Gallen aufzunehmen. Die klassischen Wisa-Gloria Redesign-Produkte wie das Dreirad hatten nicht nur eine neue Produktion, sondern auch zeitgemässe Vertriebskanäle gefunden.